# موزه تاریخ هنر (وین)
موزه تاریخ هنر وین (آلمانی: Kunsthistorisches Museum) یک موزهٔ هنری در وین پایتخت اتریش است. بنای مجلل آن در رینگ‌اشتراسه قرار دارد و بالای آن گنبدی هشت‌ضلعی ساخته شده‌است. این بنا بزرگ‌ترین موزه هنری اتریش است.
موزه در سال ۱۸۹۱ همزمان با موزه تاریخ طبیعی وین به دست فرانتس یوزف یکم (پادشاه اتریش-مجارستان) افتتاح شد. نمای خارجی دو موزه مشابه است و روبروی یکدیگر قرار گرفته‌اند. هر دو بنا بین سال‌های ۱۸۷۱ و ۱۸۹۱ بر پایهٔ طرح‌های گوتفرید زمپر و کارل فرایهر فون هاسناور ساخته شده‌اند.
امپراتور به منظور تهیهٔ مکانی مناسب برای گردآوری هنر گرانقدر دودمان هابسبورگ و ایجاد دسترسی عمومی به آن، ساخت دو موزهٔ رینگ‌اشتراسه را سفارش داد. نما از ماسه‌سنگ ساخته شد. پلان بنا مستطیلی است و گنبدی به ارتفاع ۶۰ متر بر فراز آن قرار دارد. درون آن با مرمر، گچ‌بری، روکش طلایی و نقاشی تزئین شده‌است.

## آثار نقاشی
مجموعه‌های اصلی موزه مربوط به دودمان هابسبورگ است و به‌ویژه مجموعه‌های پرتره و زره فردیناند تیرول، مجموعه‌های رودلف دوم و مجموعه نقاشی لئوپولد ویلهلم را شامل می‌شود. از جمله آثار این موزه، برج بابل و شکارچیان در برف (اثر پیتر بروگل) و هنر نقاشی (اثر یوهانس فرمیر) هستند.

## نگارخانه

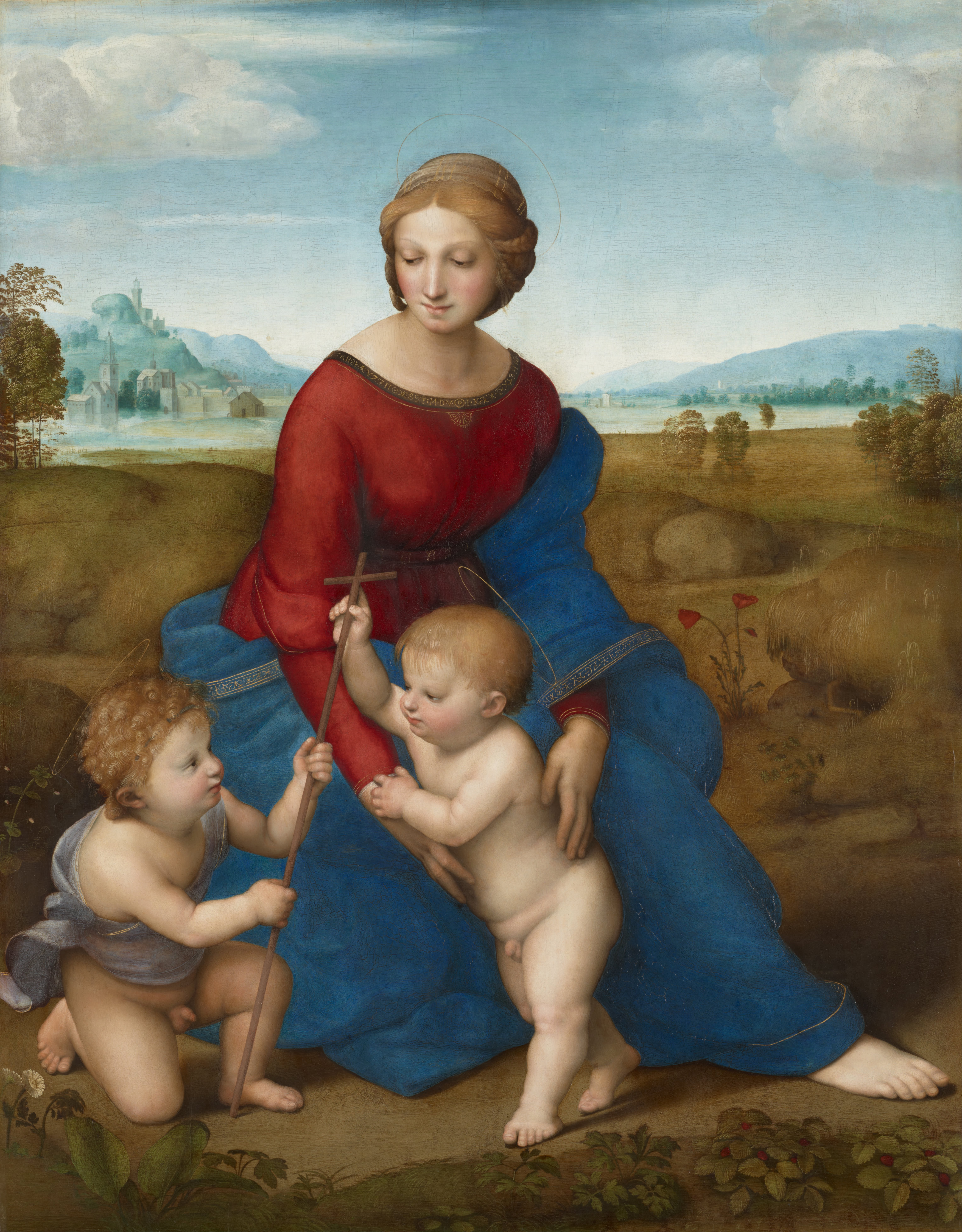
مادونا در علف‌زار حدوداً بین ۱۵۰۵ تا ۱۵۰۶ م. اثر رافائل
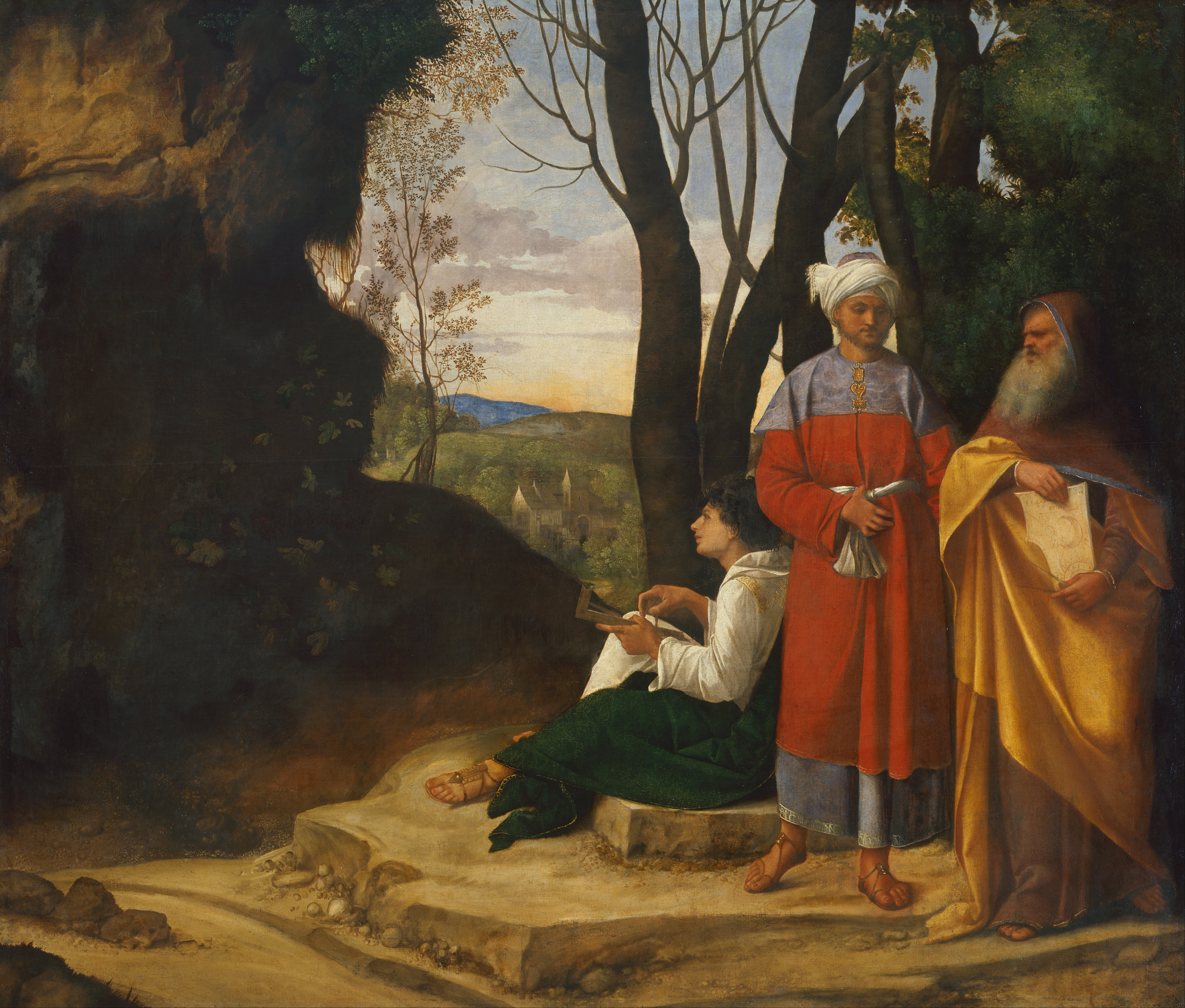
سه فیلسوف حدوداً بین ۱۵۰۸ و ۱۵۰۹ م. اثر جورجونه
برج بابل ۱۵۶۳ م. اثر پیتر بروگل
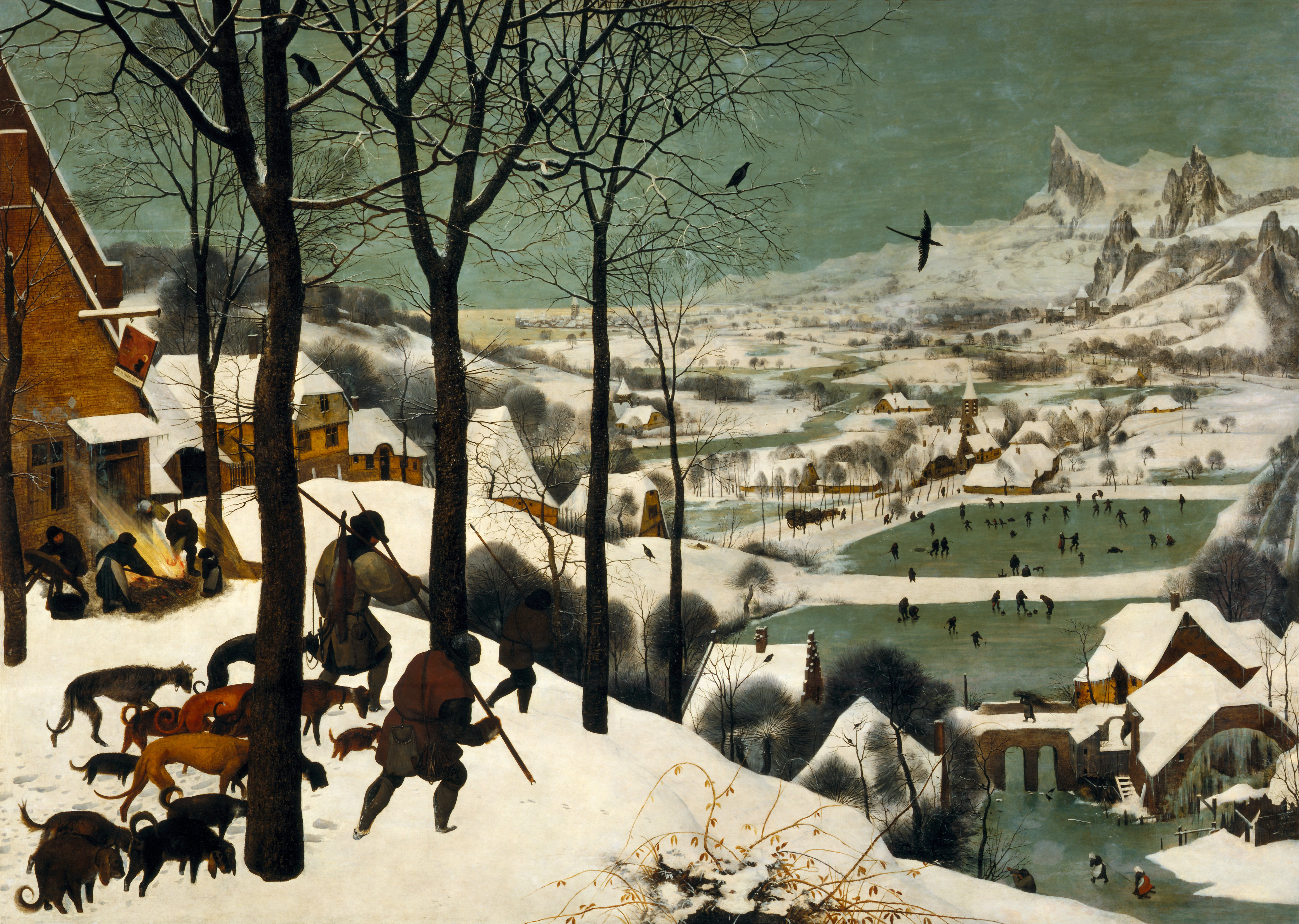
شکارچیان در برف ۱۵۶۵ م. اثر پیتر بروگل
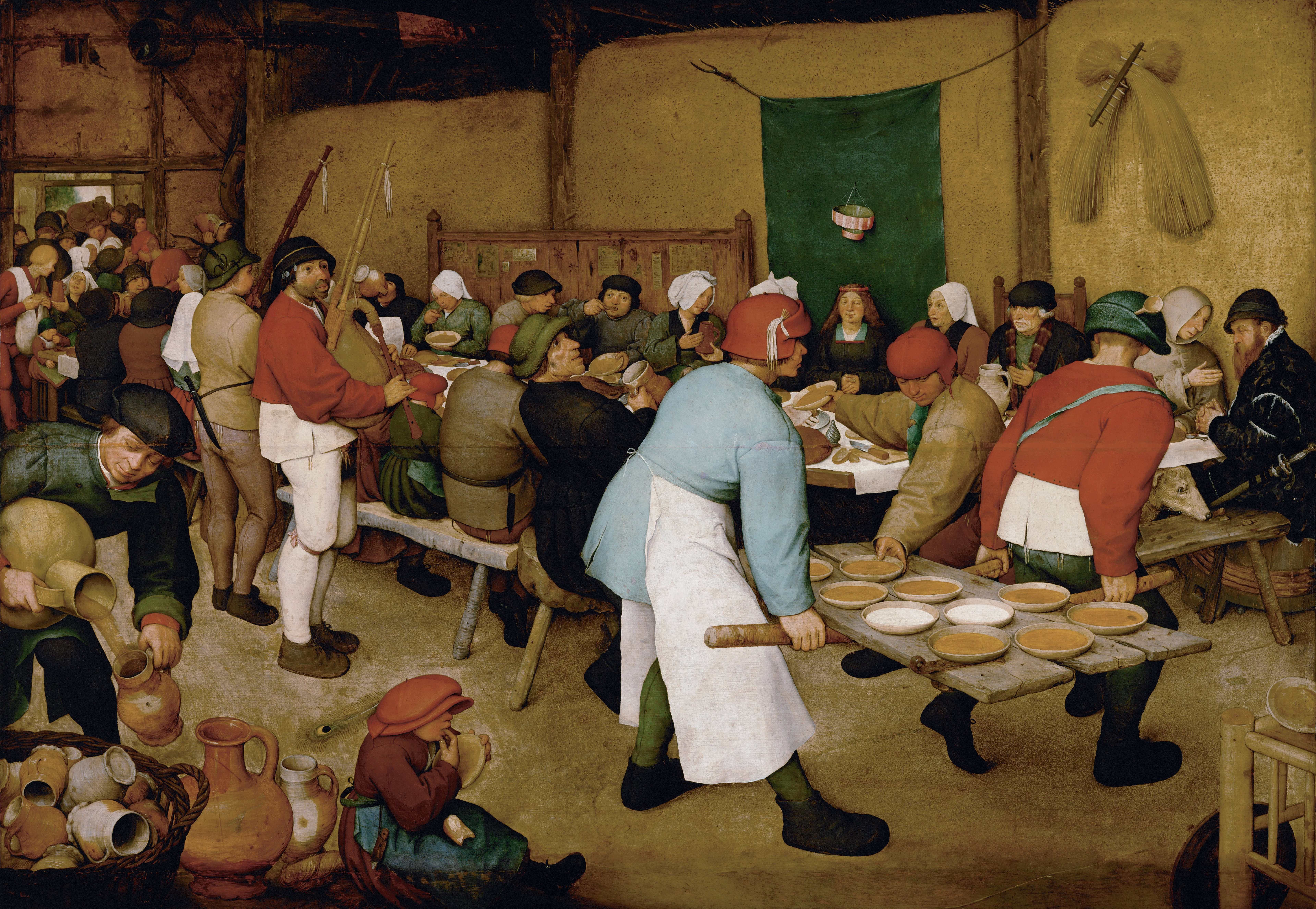
عروسی روستایی ۱۵۶۶ تا ۱۵۶۹ م. اثر پیتر بروگل
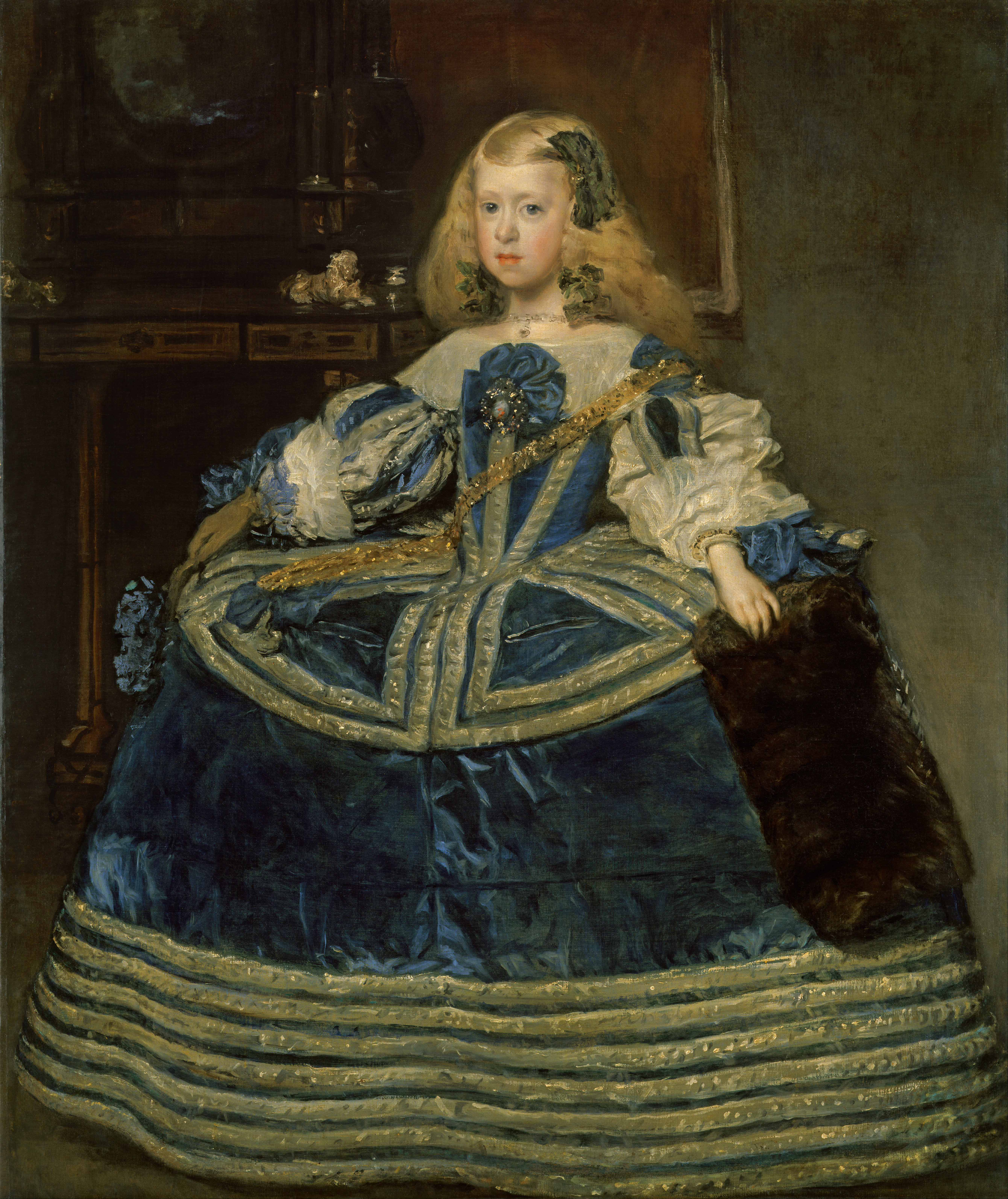
شاهزاده مارگارت ترسا در لباس آبی ۱۶۵۹ م. اثر دیه‌گو ولاسکس
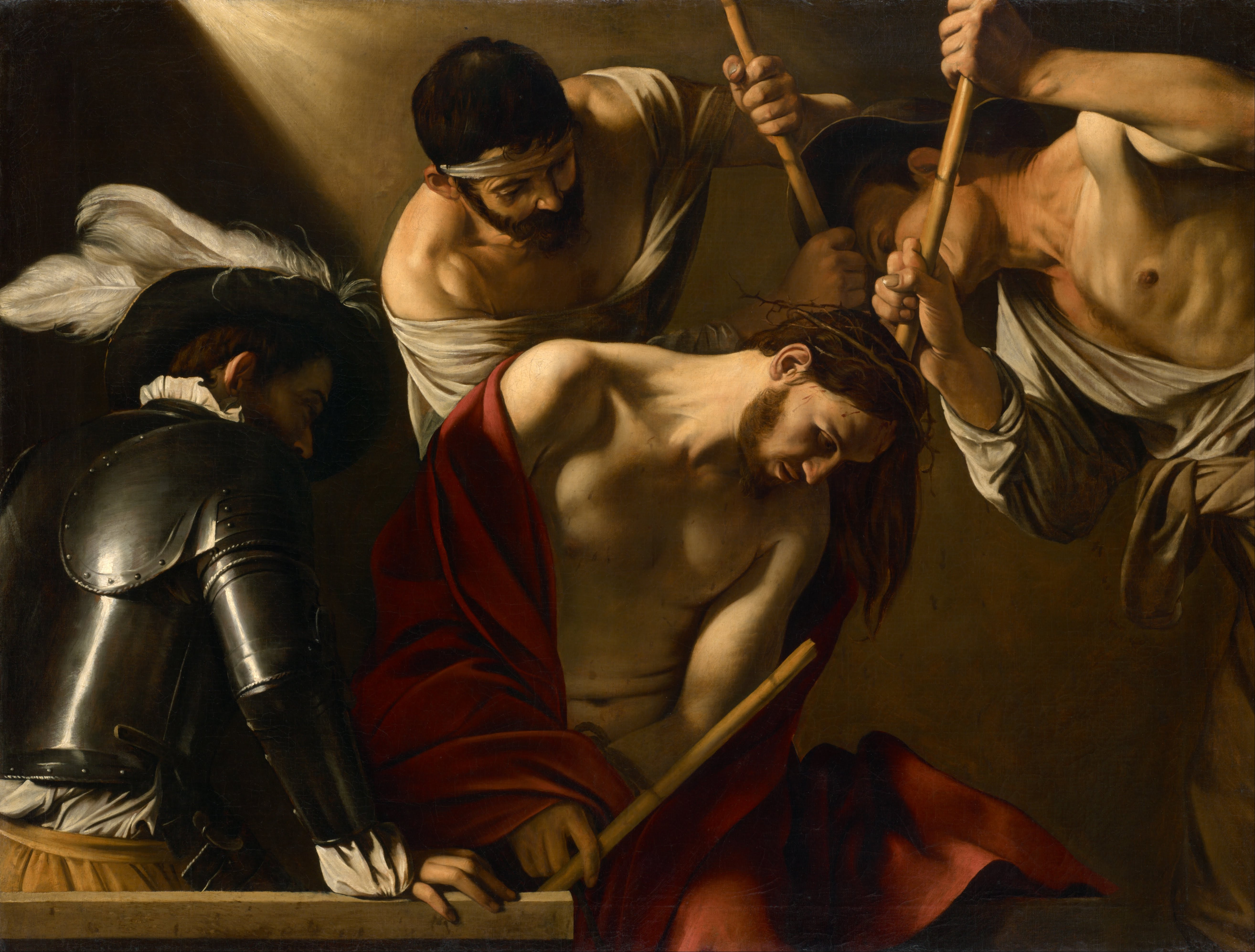
تاج خار بین ۱۶۰۲ تا ۱۶۰۴ م. اثر کاراواجو
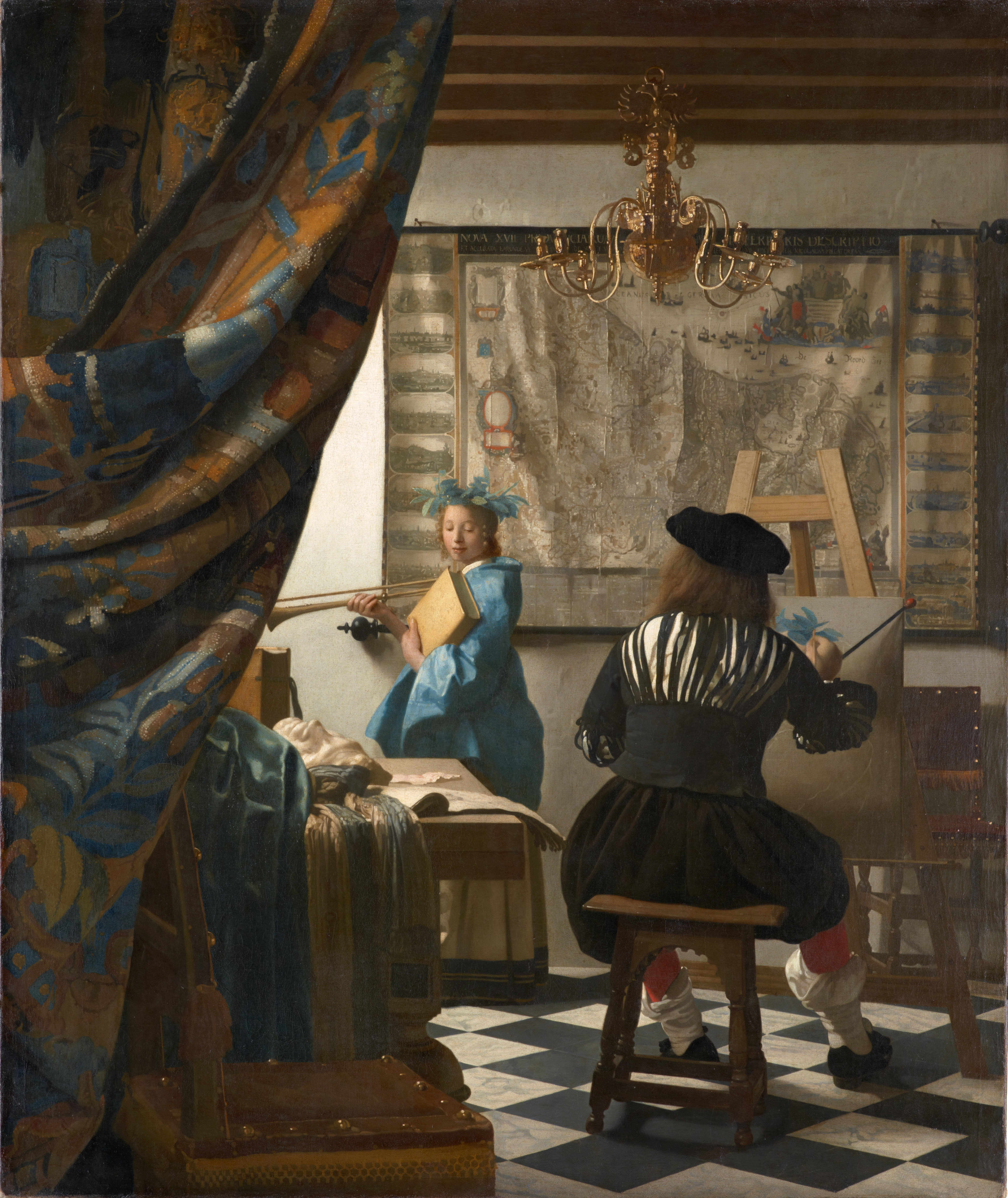
هنر نقاشی بین ۱۶۶۶ تا ۱۶۶۸ م. اثر یوهانس فرمیر
پرترهٔ ایسابِل در لباس سیاه حوالی ۱۵۳۴ تا ۱۵۳۶ م. اثر تیسین
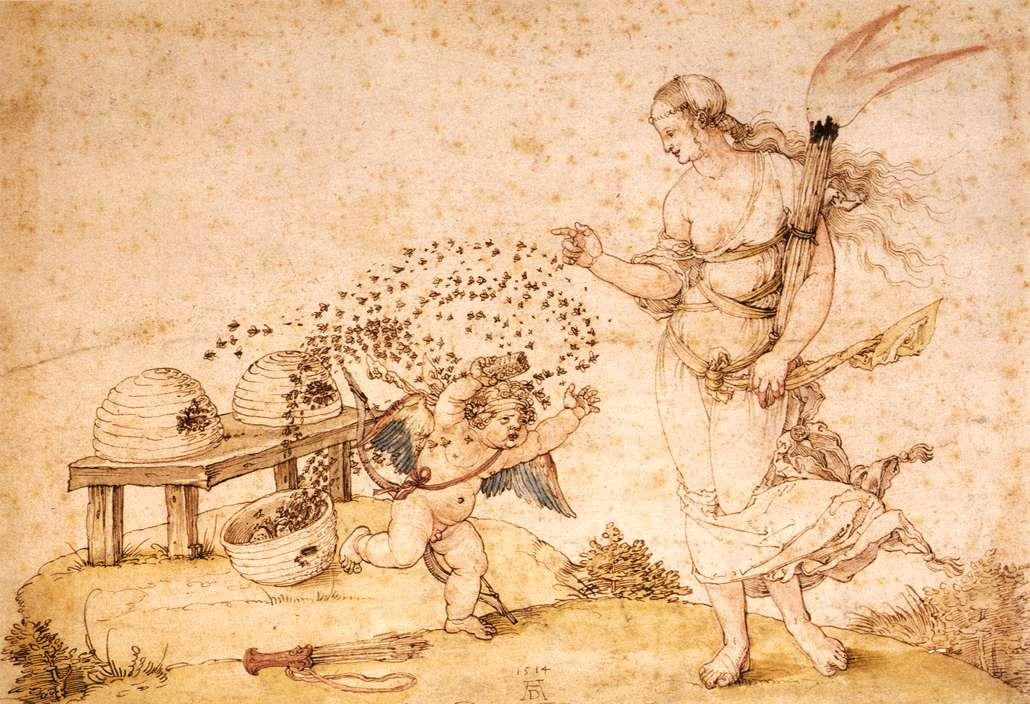
کوپیدو، دزد عسل ۱۵۱۴ م. اثر آلبرشت دورر
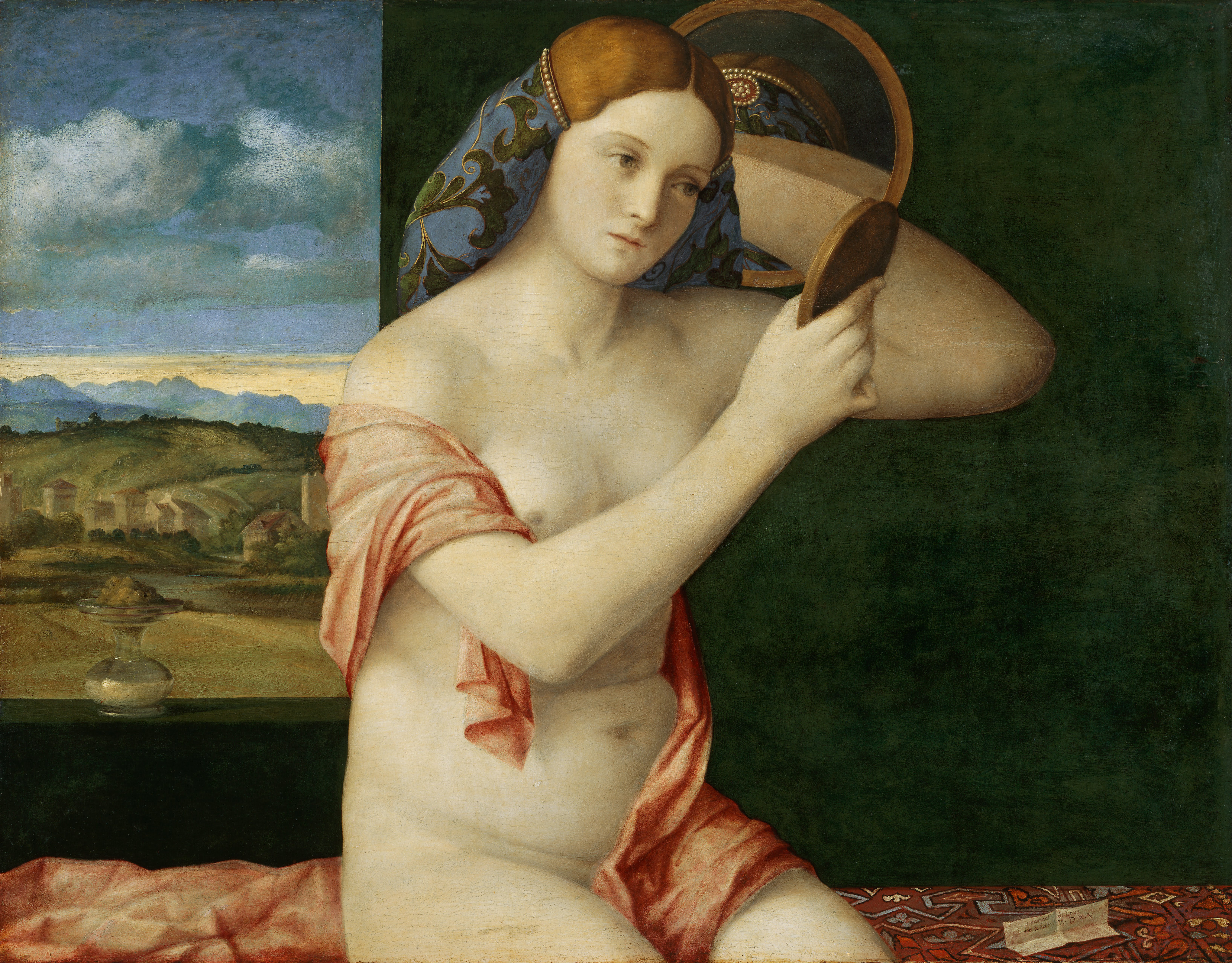
زن جوان در حین آرایش ۱۵۱۵ م. اثر جووانی بلینی
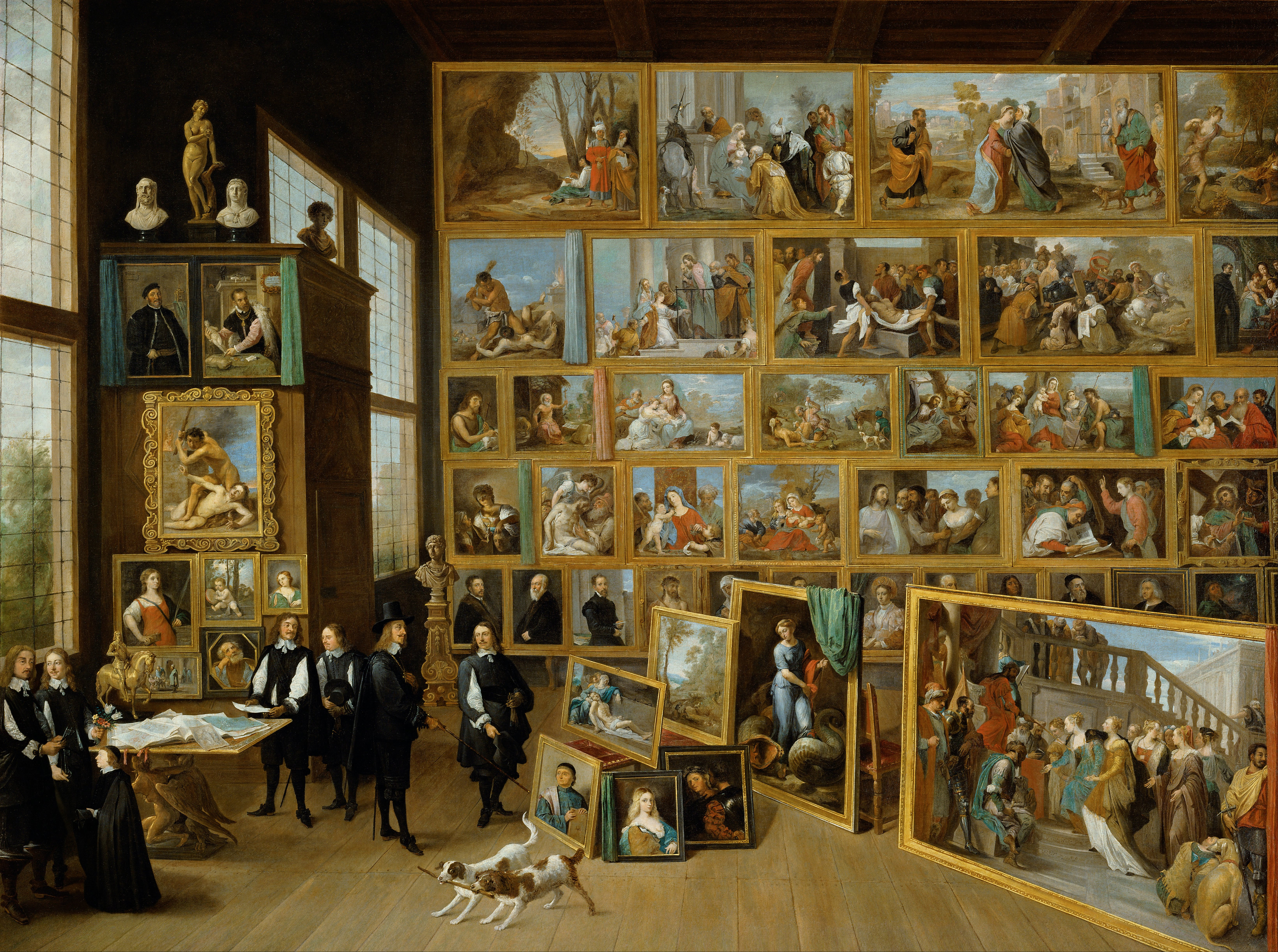
گالری آرشیدوک لئوپولد ویلهلم در بروکسل حوالی ۱۶۵۰ م. دیوید تنیرز پسر
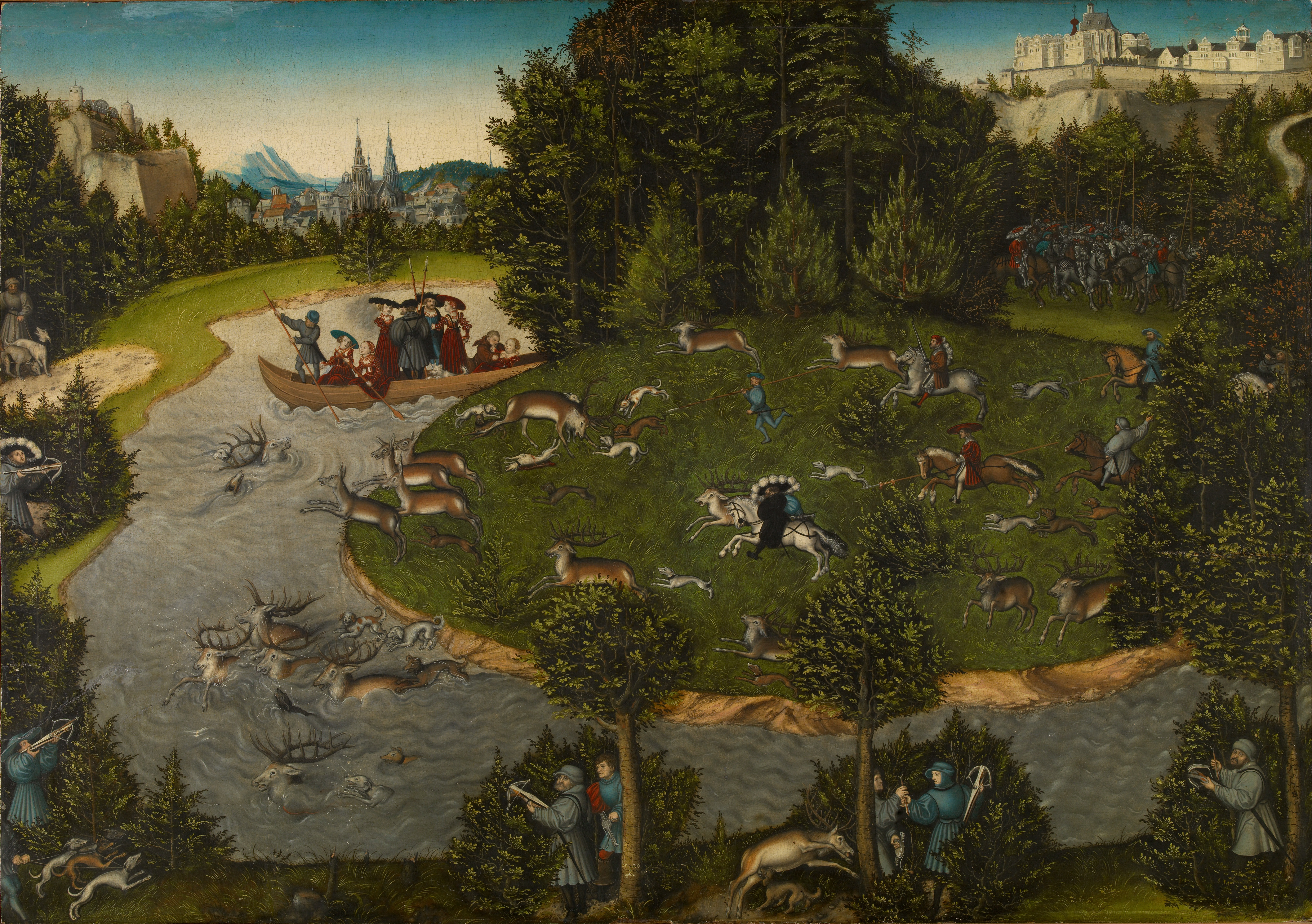
شکار گوزن به انتخاب فردریش حکیم ۱۵۲۶ م. لوکاس کراناخ پدر
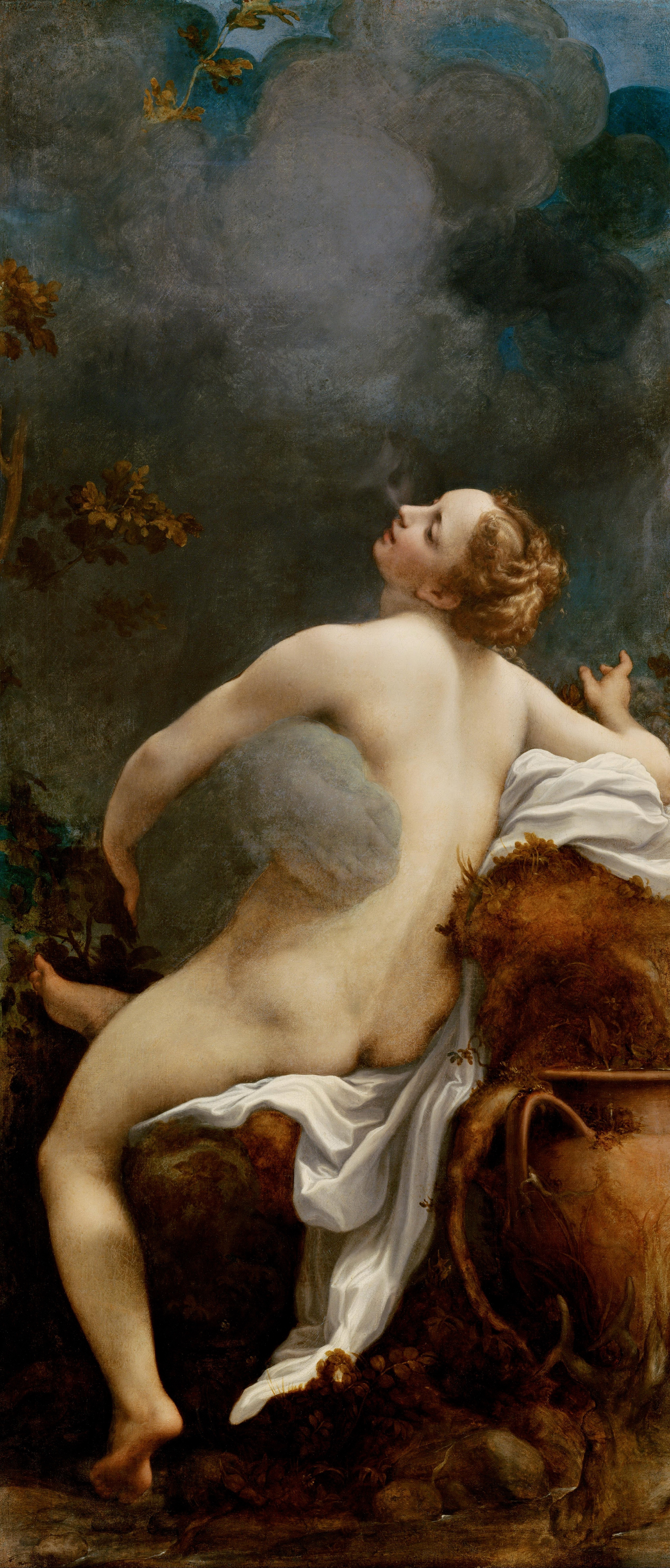
ژوپیتر و یو حوالی ۱۵۳۰ م. اثر آنتونیو دا کورجو
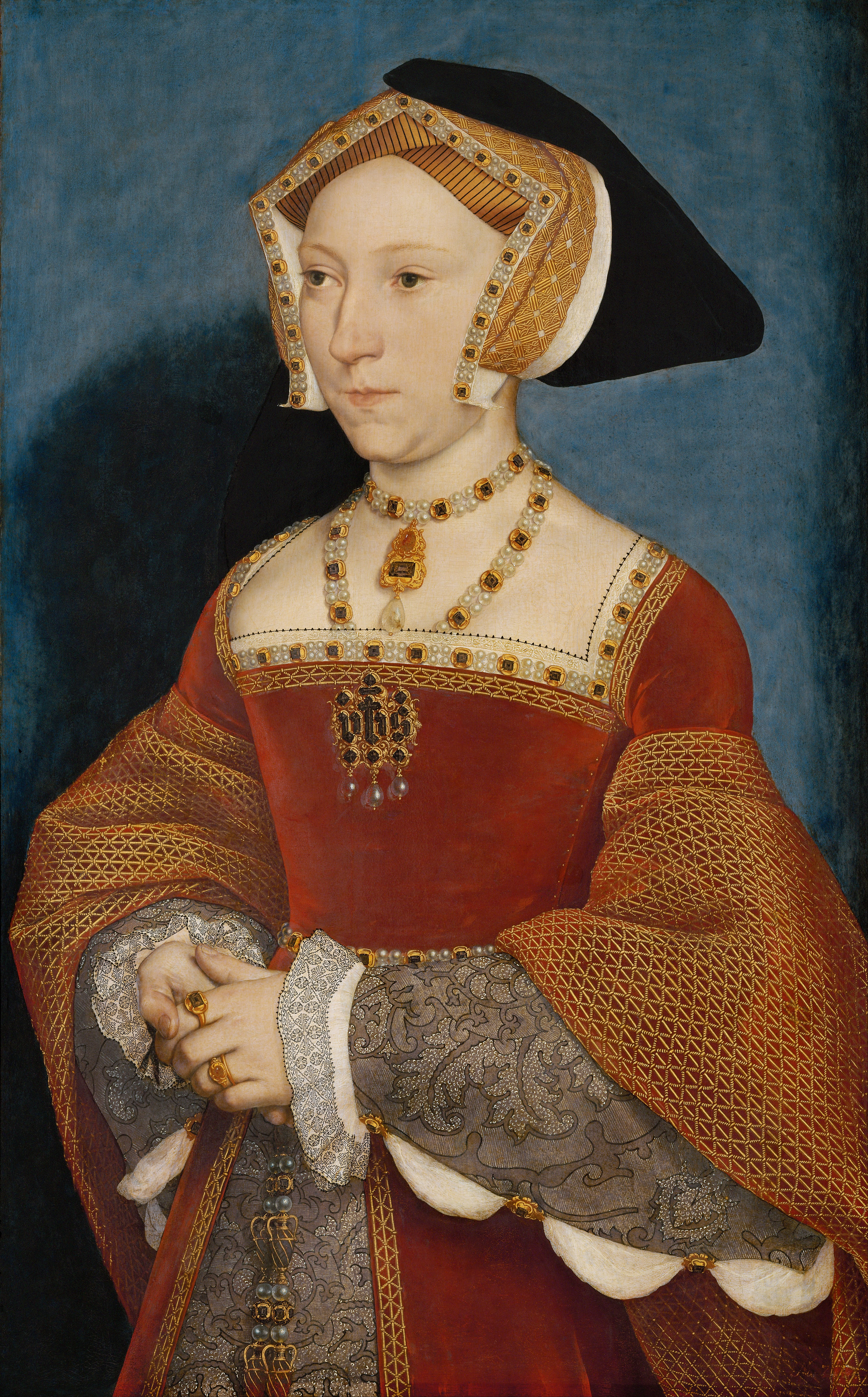
پرترهٔ جین سیمور حوالی ۱۵۳۶ م. اثر هانس هلباین پسر
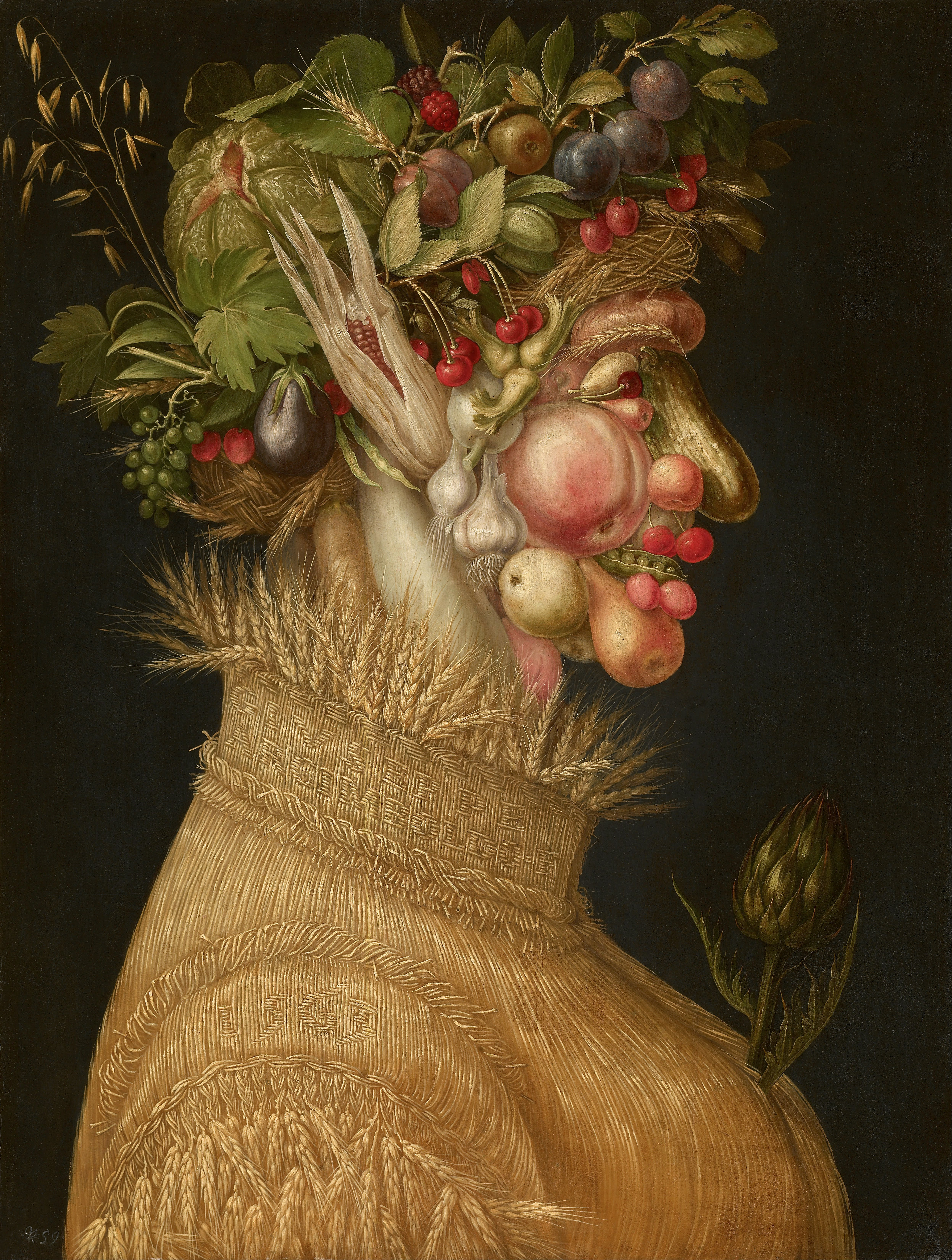
تابستان ۱۵۶۳ م. اثر جوزپه آرچیمبولدو
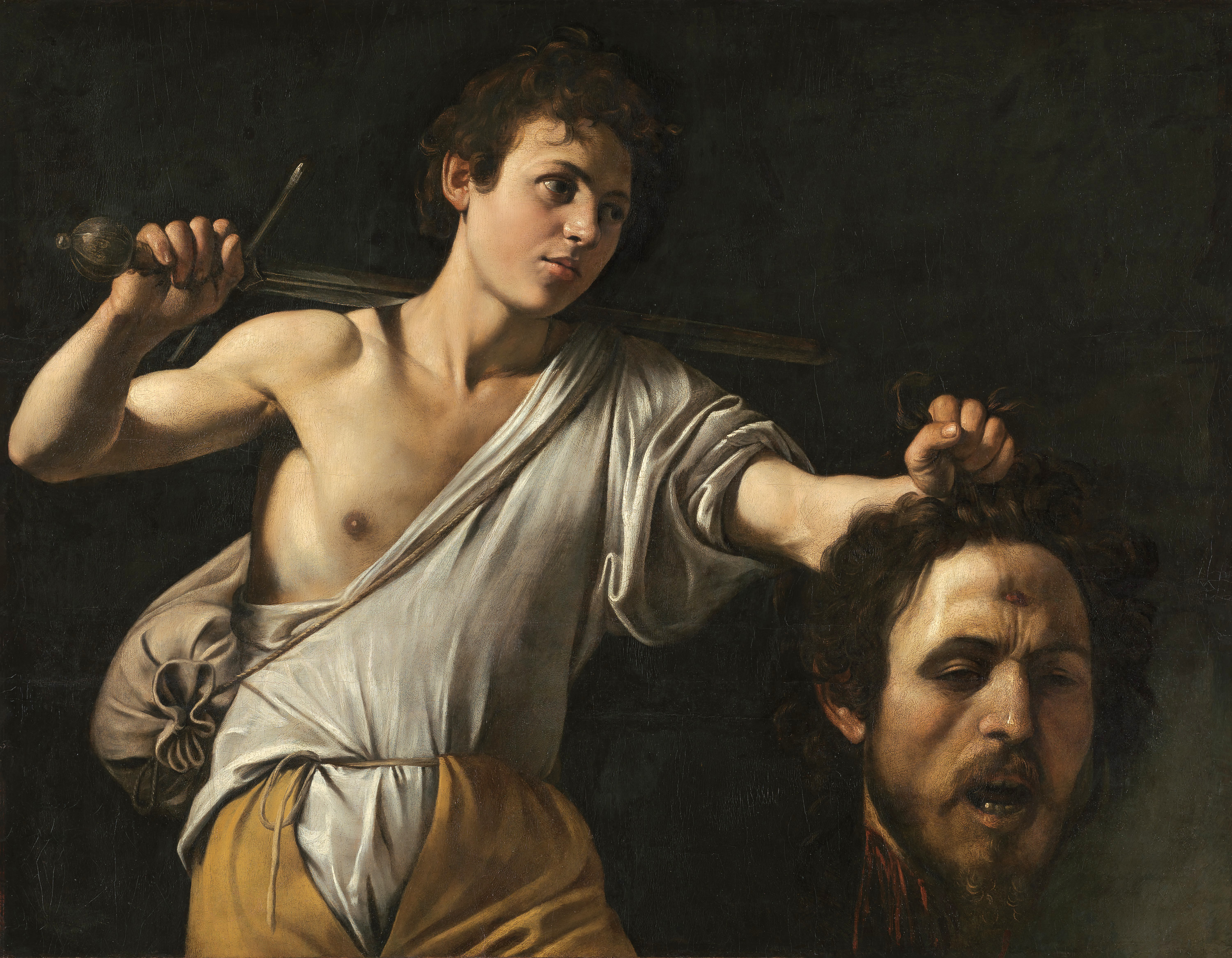
داوود و سر جالوت (۱۶۰۷) اثر کاراواجو
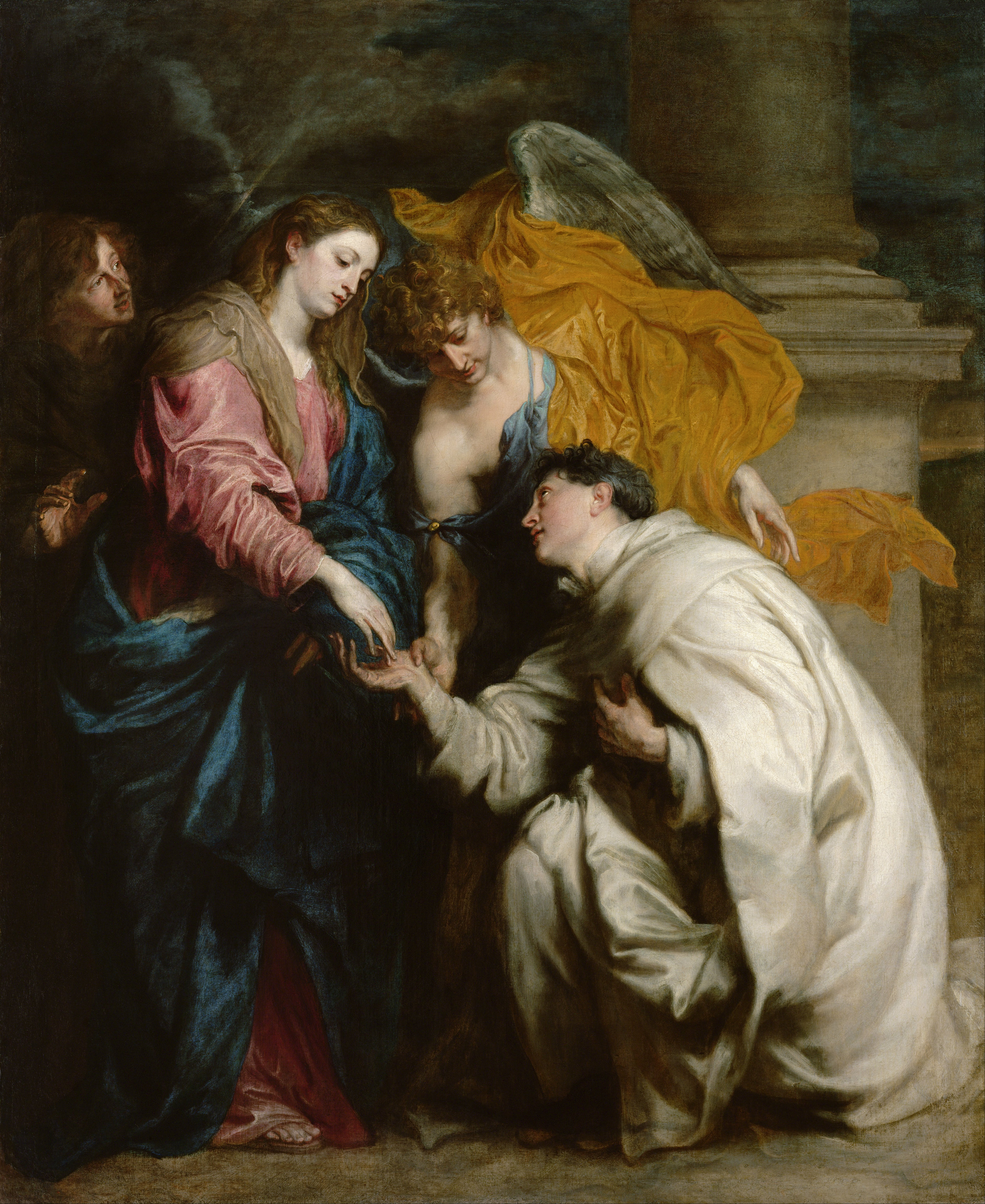
رؤیای هرمان یوسف مقدس
(۱۶۲۹)
اثر آنتونی ون دایک